# 13. фебруар
13. фебруар је четрдесет четврти дан у години у Грегоријанском календару. 321 дан (322 у преступним годинама) остаје у години после овог дана.

## Догађаји
- 1358 — Потписан је Задарски мир којим је угарски краљ Лудвиг Анжујски поразио Млетачку републику и вратио Задар под своје окриље.
- 1542 — Катарина Хауард, пета супруга енглеског краља Хенрија VIII погубљена због прељубе.
- 1633 — Инквизиција римокатоличке цркве у Риму лишила слободе астронома Галилеа Галилеја због његовог залагања за Коперников хелиоцентрични систем. Остатак живота научник је провео под сталним надзором Инквизиције, а забрана с његових дела скинута је 1757..
- 1668 — Пописивањем Лисабонског споразума између Афонса VI и Карлоса II, Шпанија признала независност Португалије.
- 1689 — Краљ Енглеске и Шкотске Вилијам III Орански и његова жена Мери, кћерка свргнутог енглеског прокатоличког краља Џејмса II, прогласили су суверенитет над Великом Британијом и Ирском.
- 1793 — Велика Британија, Пруска, Аустрија, Низоземска република, Шпанија и Пијемонт-Сардинија, склопиле савез против револуционарне Француске.
- 1861 — Окончана је опсада Гаете, што је фактички означило крај Краљевства Две Сицилије.
- 1935 — Порота у Флемингтону, Њу Џерзи је прогласила Бруна Хауптмана кривим за отмицу и убиство сина Чарлса Линдберга.
- 1945 — Совјетска Црвена армија, у Другом светском рату, заузела Будимпешту, после 50 дана опсаде током које је погинуло 50.000 немачких војника.
- 1945 — Амерички и британски авиони, у Другом светском рату, почели бомбардовање немачког града Дрездена. Град је током два дана бомбардовања разорен, а рачуна се да је погинуло око 135.000 људи.
- 1960 — Након успешне нуклеарне пробе, Француска је постала четврта држава на свету која је стекла нуклеарно оружје.
- 1961 — Савет безбедности УН донео одлуку да се у Конго упуте међународне мировне снаге да би се спречило избијање грађанског рата у тој земљи.
- 1971 — Јужновијетамске снаге су напале Лаос, уз америчку ваздушну и артиљеријску подршку.
- 1975 — Кипарски Турци су у северном делу острва, који је седам месеци раније окупирала Турска, прогласили „Турску федералну државу Кипар“ и формирали уставотворну скупштину. За првог председника скупштине изабран је вођа кипарских Турака Рауф Денкташ.
- 1984 — Константин Черњенко је наследио преминулог Јурија Андропова на месту генералног секретара Комунистичке партије Совјетског Савеза.
- 1990 — СССР, САД, Велика Британија, Француска и две немачке државе су објавили план о уједињењу Немачке.
- 1991 — Америчко ратно ваздухопловство је бацило две ласерски вођене паметне бомбе на склониште у Багдаду, усмртивши најмање 408 цивила.
- 2000 — Папа Јован Павле II затражио опроштај за све грехове Римокатоличке цркве у прошлости, укључујући и однос према Јеврејима и јеретицима.
- 2001 — Американка Ен Банкрофт и Норвежанка Лив Арнесен постале су прве жене које су на скијама прешле Антарктик. Њихово „путовање“ од 2.700 km трајало је 90 дана.
- 2002 — Британска краљица Елизабета II доделила почасну титулу витеза бившем градоначелнику Њујорка, Рудолфу Ђулијанију, због његове улоге након терористичких напада на тај град 11. септембра 2001.
- 2003 — Након пада авиона америчке Владе у јужној провинцији Колумбије убијен је један службеник министарства одбране, а тројица су отета. Убијен је и један обавештајац колумбијске војске.
- 2021 — Импичмент: Амерички Сенат је већином гласова ослободио бившег председника Доналда Трампа оптужби за наводно подстицање побуне током нереда и упада у зграду Конгреса 6. јануара.

## Рођења
- 1457 — Марија од Бургундије, царица Светог римског царства. (прем. 1482)[1]
- 1599 — Папа Александар VII. (прем. 1667)[2]
- 1718 — Џорџ Родни, британски адмирал. (прем. 1792)[3]
- 1766 — Томас Роберт Малтус, енглески демограф и економиста. (прем. 1834)[4]
- 1769 — Иван Крилов, руски публицист, песник, преводилац и писац. (прем. 1844)[5]
- 1805 — Јохан Петер Густав Лежен Дирихле, немачки математичар. (прем. 1859)[6]
- 1811 — Франсоа Базан, француски маршал. (прем. 1888)[7]
- 1815 — Руфус Вилмот Гризволд, амерички књижевни критичар, антолог, песник и уредник. (прем. 1857)[8]
- 1831 — Јован Ристић, српски државник и историчар. (прем. 1899)
- 1849 — Рандолф Черчил, британски државник. (прем. 1895)[9]
- 1873 — Фјодор Шаљапин, руски оперски певач. (прем. 1938)[10]
- 1885 — Бес Труман, прва дама Америке. (прем. 1982)[11]
- 1887 — Геза Чат, мађарски прозаик, драматург, сликар, музичар и музички критичар. (прем. 1919)[12]
- 1902 — Харолд Ласвел, амерички политиколог и теоретичар комуникације. (прем. 1978)[13]
- 1903 — Жорж Сименон, класик криминалистичког жанра. (прем. 1989)[14]
- 1910 — Вилијам Шокли, амерички физичар. (прем. 1989)[15]
- 1923 — Мајкл Ентони Бајландик, амерички политичар. (прем. 2002)[16]
- 1929 — Омар Торихос, панамски војни официр. (прем. 1981)[17]
- 1933 — Здравко Шотра, српски редитељ.[18]
- 1933 — Пол Бија, камерунски политичар.
- 1933 — Ким Новак, америчка глумица.[19]
- 1934 — Џорџ Сегал, амерички глумац и физичар. (прем. 2021)[20]
- 1937 — Слободан Стојановић, књижевник, драматург и сценариста, уредник ТВ Београд, професор Факултета драмских уметности у Београду. (прем. 2000)[21]
- 1941 — Зигмар Полке, немачки сликар и фотограф. (прем. 2010)[22]
- 1942 — Доналд Е. Вилијамс, амерички пилот, машински инжењер и астронаут. (прем. 2016)[23]
- 1943 — Елејн Пејгелс, америчка историчарка религије и професорка.[24]
- 1944 — Стокард Ченинг, америчка глумица.[25]
- 1947 — Богдан Тањевић, црногорски кошаркаш и тренер.[26]
- 1947 — Мајк Шишефски, амерички кошаркаш и кошаркашки тренер.[27]
- 1960 — Пјерлуиђи Колина, италијански фудбалски судија.[28]
- 1968 — Кели Ху, америчка глумица.[29]
- 1974 — Роби Вилијамс, енглески певач и забављач.[30]
- 1977 — Ренди Мос, амерички фудбалер.[31]
- 1979 — Андерс Беринг Брејвик, норвешки убица.
- 1979 — Рафаел Маркез, мексички фудбалер.[32]
- 1979 — Мина Сувари, америчка глумица, модел и дизајнерка.[33]
- 1986 — Џејми Мари, британски тенисер.[34]
- 1987 — Елџеро Елија, холандски фудбалер.[35]
- 1991 — Елијаквим Мангала, француски фудбалер.[36]
- 1994 — Мемфис Депај, холандски фудбалер.[37]

## Смрти
- 921 — Вратислав I, војвода Чешке. (рођ. отприлике 888)[38]
- 1021 — Ел Хаким би Амр Алах, фатимидски калиф. (рођ. 985)[39]
- 1130 — Папа Хонорије II. (рођ. 1060)[40]
- 1141 — Бела II Слепи, угарски краљ и зет рашког великог жупана Уроша I (рођ. 1100)[41]
- 1199 — Стефан Немања, родоначелник династије Немањића која је владала Србијом двеста година. (рођ. 1113)[42]
- 1332 — Андроник II Палеолог, византијски цар и отац српске краљице Симониде (рођ. 1260)[43]
- 1542 — Катарина Хауард, енглеска краљица. (рођ. отприлике 1524)[44]
- 1571 — Бенвенуто Челини, италијански вајар и писац. (рођ. 1500)[45]
- 1660 — Карл X Густаф Шведски, шведски краљ. (рођ. 1622)[46]
- 1662 — Елизабета Стјуарт, краљица Чешке. (рођ. 1596)[47]
- 1787 — Руђер Бошковић, дубровачки математичар, физичар, астроном, филозоф и дипломата. (рођ. 1711)[48]
- 1826 — Петар фон дер Пален, руски генерал и политичар. (рођ. 1745)
- 1883 — Рихард Вагнер, немачки композитор. (рођ. 1813)[49]
- 1905 — Константин Савицки, руски сликар. (рођ. 1844)[50]
- 1938 — Момчило Настасијевић, књижевник. (рођ. 1894)[51]
- 1950 — Рафаел Сабатини, англо-италијански писац. (рођ. 1875)[52]
- 1956 — Јан Лукашијевич, пољски логичар, математичар и филозоф. (рођ. 1878)[53]
- 1958 — Жорж Руо, француски сликар. (рођ. 1871)[54]
- 1966 — Маргерит Лонг, француска пијанисткиња (рођ. 1874)[55]
- 1968 — Меј Марш, америчка глумица. (рођ. 1894)[56]
- 1974 — Петар Лубарда, сликар, један од најзначајнијих југословенских ликовних уметника 20. века. (рођ. 1907)[57]
- 1976 — Муртала Мохамед, нигеријски генерал и политичар. (рођ. 1938)[58]
- 2008 — Анри Салвадор, француски шансоњер. (рођ. 1917)[59]
- 2013 — Милоје Мића Орловић, новинар и уредник РТС-а, први водитељ Дневника ТВ Београд. (рођ. 1934)[60]
- 2016 — Слободан Сантрач, југословенски и српски фудбалер (рођ. 1946)[61]
- 2016 — Антонин Скалија, амерички адвокат и судија. (рођ. 1936)[62]
- 2018 — Принц Хенрик, дански принц и супруг данске краљице Маргарете II (рођ. 1934)[63]

## Празници и дани сећања
- Српска православна црква слави:
  - Светог Кира и Јована - бесребренике и чудотворце
  - Свету мученицу Трифену
  - Преподобног Никиту Печерског